# Fedje (localidad)
Fedje es el centro administrativo del municipio de Fedje en la provincia de Hordaland, Noruega.  Se ubica en la costa norte de la isla de Fedje. Es un centro de comercio que creció alrededor del Kræmmerholmen, el antiguo centro de intercambio ubicado en una pequeña isla de la bahía de Fedje. Al 2013 tenía 429 habitantes repartidos en 0,68 km², dando una densidad de 631 hab/km². La iglesia de Fedje tiene su sede en el pueblo.